# جوشن کبیر
دعای جوشَن کبیر (به عربی: الجَوْشَن ٱلْکَبِیر) دعایی است طولانی برای شیعیان که شامل ۱۰۰۱ اسم و صفت خداوند است. جوشن به معنای «لباس جنگ» یا «صفحه فولادی» است؛ بنابراین نام دعا به زره سنگین پیامبر در جنگ اشاره دارد. به اعتقاد و گفته مسلمانان، خداوند به جای زره سخت، این دعا را به‌عنوان محافظت در برابر صدمات جنگ به او آموخت. دعای جوشن کبیر را کفعمی در المصباح و البلد الامین نقل کرده‌ است. شیعیان غالباً جوشن کبیر را در ماه رمضان و در شب قدر می‌خوانند.
از دعاهای پرفیض اسلام است .

## پیشینه
«جوشن» لغتی عربی و به معنی «لباس جنگ» یا «زره» است.   محمد پیامبر اسلام در هنگام جنگ از زره‌های سخت و سنگین استفاده می‌کرد. و به‌دلیل فشردگی و سنگینی زره، بدنش زخمی شد. به اعتقاد مسلمانان، در طول جنگ، فرشته جبرئیل آمد و برای او پیامی از طرف خدا آورد؛ جبرئیل گفت: «ای محمد (ص)! خدای تو سلام خود را به تو می‌رساند و فرموده‌ است این زره را از تن درآور و این دعا را بخوان زیرا این محافظی برای تو و امتت است.» و دعا زره او شد. تا از او در برابر صدمات محافظت کند. و نام این دعا از زره سنگین محمد ص (جوشن) در جنگ گرفته شده‌است.
و همچنین دلیل به‌کار رفتن کلمه «کبیر» می‌تواند دو معنی داشته باشد: اول آن‌که این کلمه به طولانی بودن این دعا اشاره دارد و دوم آن‌که این کلمه به بزرگی و سنگین بودن زره محمد   اشاره دارد.دعای جوشن کبیر را کفعمی در المصباح و البلد الامین نقل کرده‌است.
در میان زرتشتیان نیز گردآوری نام‌های خداوند برای نیایش رواج داشته است؛ چنانکه موبد مهرآسپند در زمان ساسانیان، در کتاب خرده‌ اوستا تعداد صد و یک نام خداوند را براساس آموزه‌های گاتاها گرد آورده است.

## محتوا و ثواب
این دعا ۱۰۰ بند دارد و هر بند حاوی ۱۰ اسم از اسم‌های خداست، به جز بند ۵۵ که یازده اسم خداوند در آن آمده‌است؛ بنابراین، در مجموع، این دعا حاوی ۱۰۰۱ اسم خداوند است
در پایان هر بند، این عبارت خوانده می‌شود: «سبْحانک یا لا اله الاّ انْت الْغوْث الْغوْث خلّصْنا من النّار یا ربّ ».
جوشن کبیر از دعاهای رایجی است که شیعیان ایران در شب‌های قدر به صورت گروهی و فردی می‌خوانند.
بنا بر روایت، هر کس این دعا را هنگام خروج از خانه بخواند، خدا او را حفظ می‌کند و ثواب بسیار به او می‌دهد و هرکس آن را بر کفنش بنویسد از عذاب قبر مصون می‌ماند و هرکس آن را اول ماه رمضان بخواند، خدا به او درک فضیلت شب قدر را روزی می‌دهد و هر کس آن را سه‌بار در این ماه بخواند، در طول زندگی‌اش در امان خدا قرار می‌گیرد
در کتاب زاد المعاد در ابتدای هر فصل، خاصیتی برای آن بیان شده‌است، مثلاً بند ۳ برای وسعت روزی، بند ۲۴ برای نورانی شدن قلب، بند ۳۹ برای رفع فقر.

## شرح
عالمان شیعه بر دعای جوشن کبیر شرح‌هایی نوشته‌اند:
شرح محمد باقر مجلسی، شرح محمد نجف کرمانی
مشهورترین شرح اما شرح ملا هادی سبزواری است. این شرح رنگ و بویی عرفانی و فلسفی دارد. سبزواری براساس بندهای دعا، به اشعار فارسی و عربی استشهاد کرده و برای مباحث لغوی به کتاب قاموس اللغه فیروزآبادی بسیار مراجعه کرده‌است. او همچنین در موارد مختلف به اقتضای بحث، مباحث فلسفی، عرفانی و کلامی را طرح کرده‌است.